# Browning M2

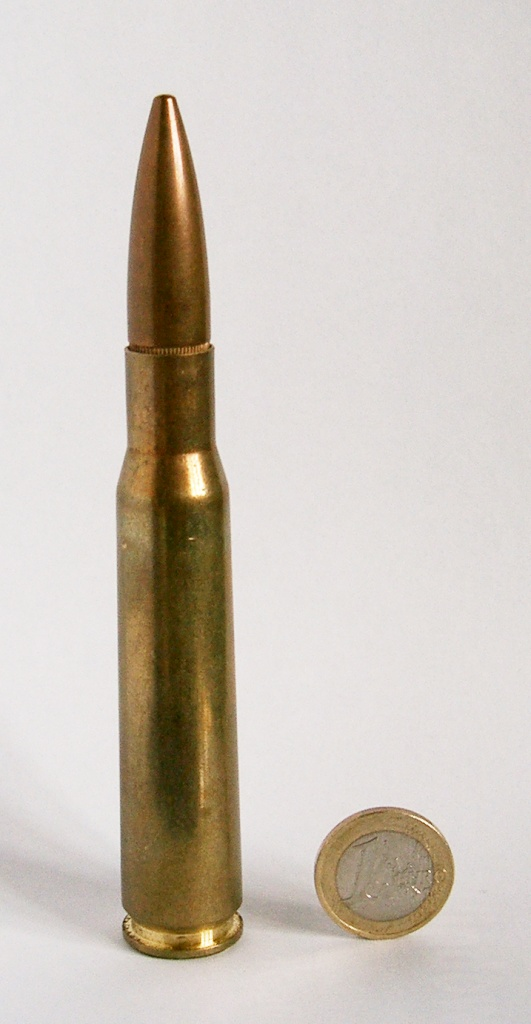
Patroon .50 (12.7 x 99 mm NATO)

Het Browning M2-machinegeweer is een zware mitrailleur die is ontworpen tegen het einde van de Eerste Wereldoorlog door John Browning. Het wapen is bij veel strijdkrachten overal ter wereld tot op de dag van vandaag nog steeds in gebruik.

## Naam
Het machinegeweer heeft als bijnaam 'Ma Deuce', afgeleid van: M2, maar wordt door het Amerikaanse militaire personeel meestal simpelweg  "Fifty-Cal." genoemd ter verwijzing naar het kaliber. In België en Nederland wordt het wapen  Punt Vijftig genoemd. De officiële benaming voor het infanterietype was: Browning Machine Gun, Cal. .50, M2, HB, Flexibel. Nadat de loop (en met name de wijze van plaatsen) ingrijpend is veranderd wordt nu gesproken van M2HB-QCB (Quick change barrel)

## Beschrijving
De mitrailleur Browning .50-inch is een automatisch luchtgekoeld wapen waarbij de patronen worden aangevoerd door middel van een patroonband. Afhankelijk van het doel waarop wordt geschoten, worden de patronen (zie Munitie) in een bepaalde mengverhouding in de patroonband geplaatst; bijvoorbeeld: op iedere vijf patronen één lichtspoorpatroon. Het wapen kan worden gebruikt tegen grond- en luchtdoelen en kan worden geplaatst op grond- of voertuigaffuiten. Door het aanbrengen van enige veranderingen kan het wapen zowel van links als van rechts patronen aanvoeren; normaal is de patroonaanvoer van links. Om oververhitting te voorkomen, is het wapen voorzien van een loop met dikke wand. Gaten in de steunmantel zorgen voor luchtcirculatie rond het achtereinde van de loop. Het wapen heeft een opklapbaar vizier met een schaalverdeling voor afstanden van 500-2500 yards. De vuursnelheid is 450 tot 550 schoten per minuut, de maximum dracht is 6700 meter, de effectieve dracht tegen gronddoelen is 1800 meter en tegen luchtdoelen 900 meter. Het gewicht van het wapen is 38 kg, de loop weegt 12,7 kg. Het wapen wordt in de regel bediend door een schutter en helper.

## Munitie
Bij de mitrailleur Browning .50 inch worden onder meer de volgende patronen gebruikt:
- Scherpe patronen M2 (Ball)– Tegen personeel en lichte materiële doelen. (kogelpunt koperkleurig)
- Lichtspoormunitie M17 (Tracer) - Voor waarneming (correctie); tevens voor brandeffect en seinen. (kogelpunt bruin)
- Pantserbrandpatronen M8 (API) – Voor pantserdoorboring met brandeffect. (kogelpunt aluminiumkleurig)
- Pantserbrandlichtspoorpatronen M20 (API-T) – Voor pantserdoorboring met brandeffect, ook voor waarneming. (rode punt; daarachter aluminiumkleurige band)
- Losse patronen M1 (Blank) – Voor vuurnabootsing bij oefeningen.
- Exercitiepatronen M2 (Dummy) – Voor laadoefeningen.

## Toepassing
De M2 maakt gebruik van .50 inch (12,7mm)-patronen. Het is effectief tegen infanterie, ongepantserde- of licht gepantserde voertuigen en boten, lichte fortificaties en laagvliegende vliegtuigen. 
Het Browning-machinegeweer wordt veelvuldig gebruikt als wapen op voer- en vaartuigen en voor vliegtuigbewapening door de Verenigde Staten sinds de jaren 1920 tot heden, langer dan elk ander klein wapen in de VS-inventaris. De Boeing B17, het "Vliegend fort", had in de laatste versie 13 van deze machinegeweren als bewapening. Het wapen werd intensief gebruikt tijdens de Tweede Wereldoorlog, de Koreaanse Oorlog, de oorlog in Vietnam, alsmede tijdens operaties in Irak in de jaren 1990 en 2000.
Het is de primaire zware mitrailleur van de NAVO-landen, en wordt gebruikt door vele andere landen. Zo is de .50 sinds 1950 in gebruik bij de Koninklijke Landmacht en de Koninklijke Marine. Ook de drie “cutters” van de Kustwacht Caribisch Gebied zijn er mee uitgerust. Het wapen kan zowel op de grond als op een voertuigaffuit worden geplaatst. Ook is vrijwel ieder Nederlands marinevaartuig met de M2 uitgerust. De M2 wordt momenteel geproduceerd door het Amerikaanse defensiebedrijf General Dynamics en Fabrique Nationale de Herstal (FN) uit België mede voor de Amerikaanse overheid. FN is als mede-fabrikant gekozen aangezien John Browning daar werkte in het begin van de vorige eeuw.

## Galerij

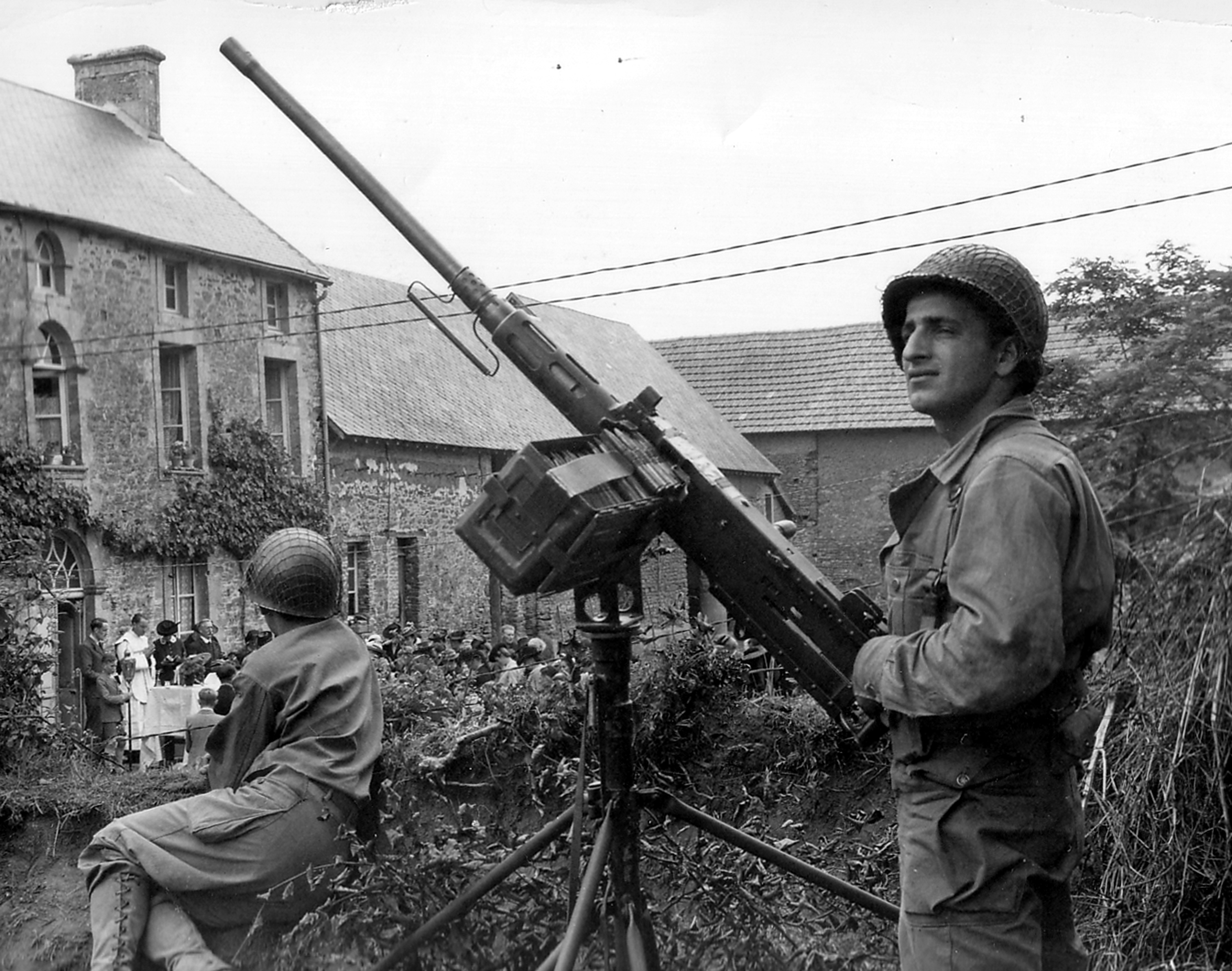
Normandië, 1944
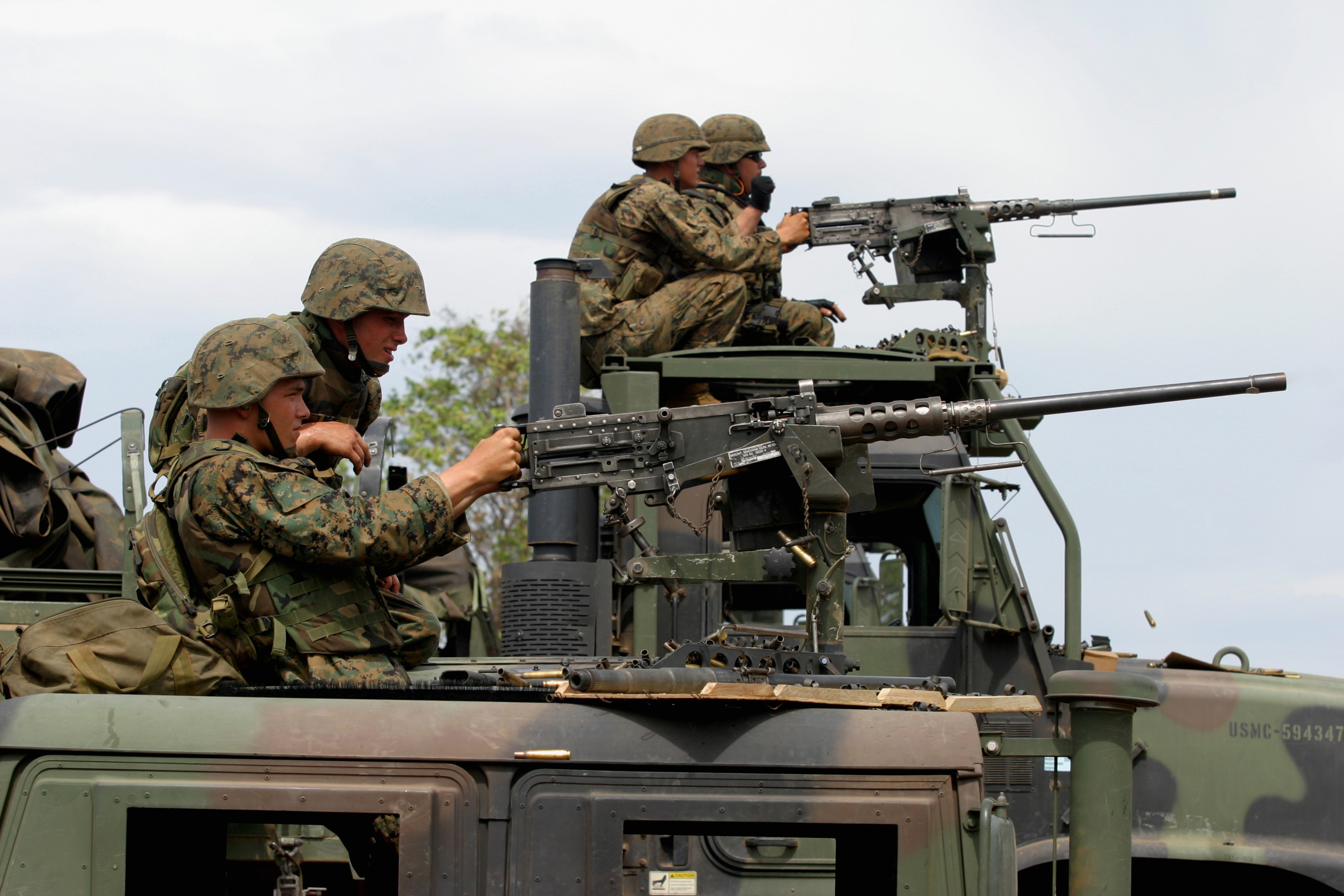
In gebruik bij de U.S. Marines (2005)
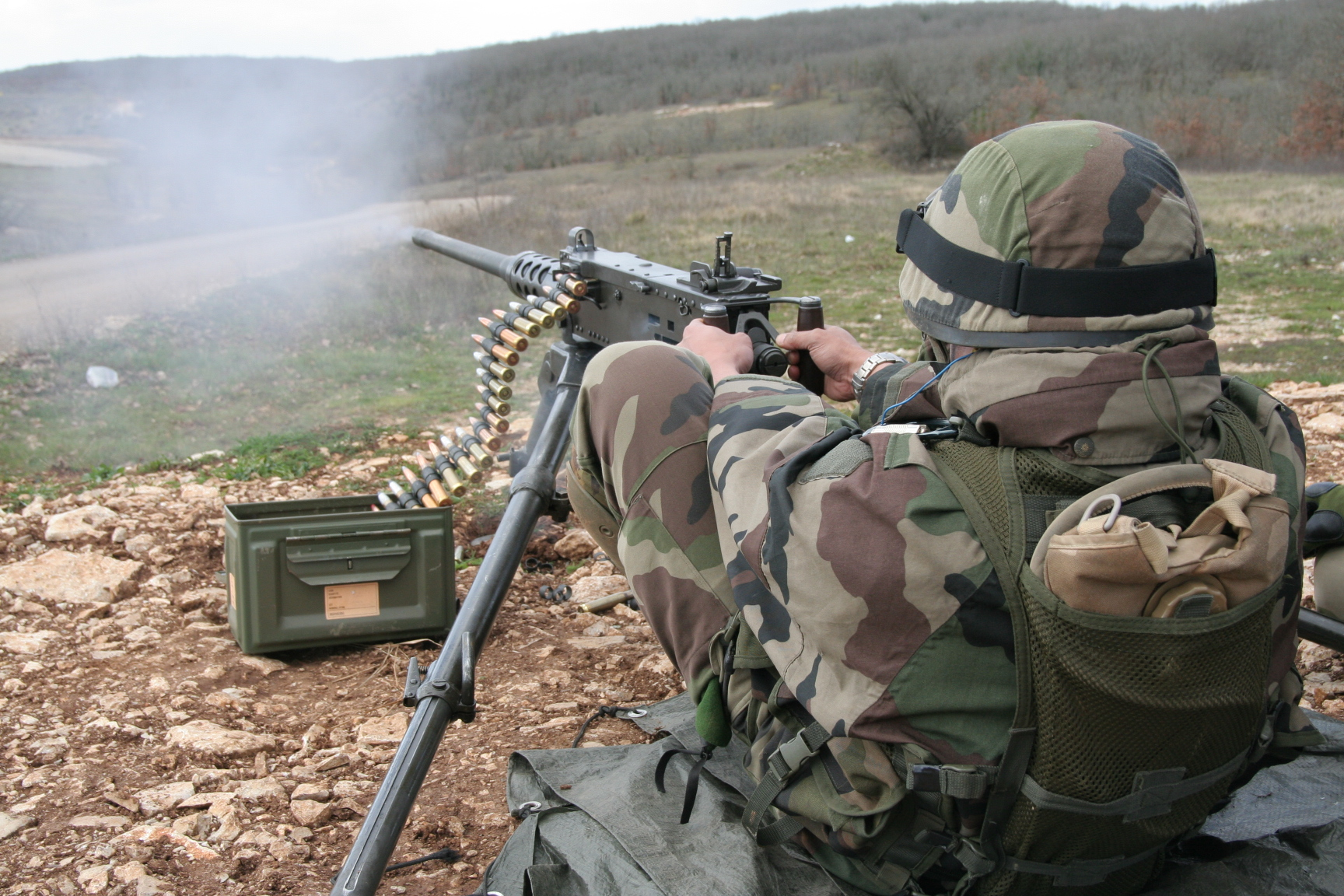
Vuursnelheid: 450 tot 550 schoten per minuut
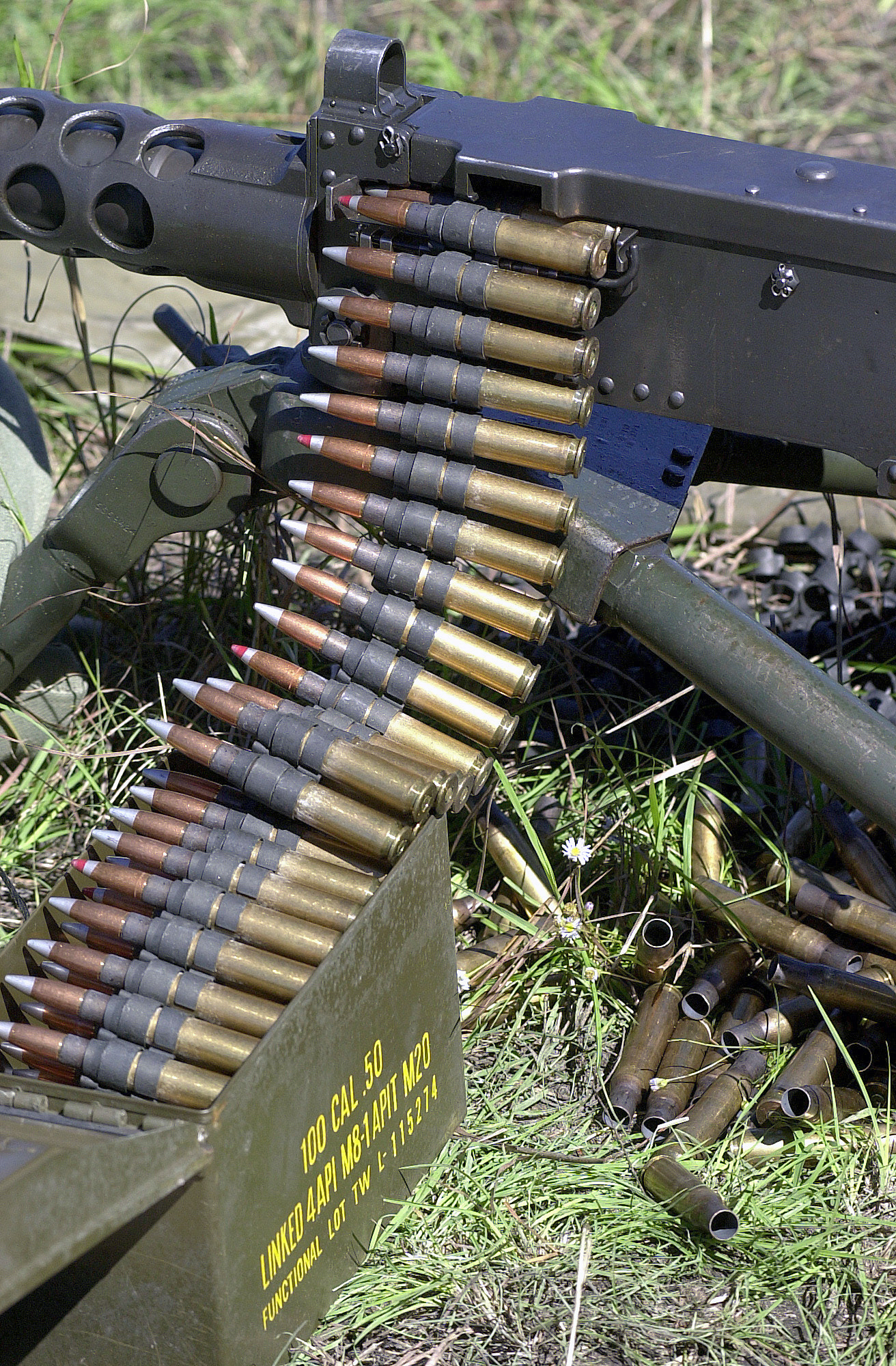
Patroonaanvoer